# هانابوسا ماسایوکی
هانابوسا ماسایوکی (به ژاپنی: 花房 正幸 Hanabusa Masayuki); ۱ ژانویهٔ ۱۵۲۴ – ۶ اوت ۱۶۰۵) سامورایی در دوره سنگوکو و دوره ادو در ژاپن بود. او ملازم اوکیتا هیده‌ایه بود.